# (117595) Jemmadavidson
(117595) Jemmadavidson est un astéroïde de la ceinture principale.

## Description
(117595) Jemmadavidson est un astéroïde de la ceinture principale. Il fut découvert le 4 mars 2005 au Mont Lemmon par le programme de relevé astronomique Mount Lemmon Survey. Il présente une orbite caractérisée par un demi-grand axe de 3,15 UA, une excentricité de 0,22 et une inclinaison de 16,3° par rapport à l'écliptique.